# Requiem (Verdi)
Messa da Requiem naziv je skladbe Giuseppea Verdija na tekst rimokatoličke pogrebne mise (opijelo) za četvero solista, dvostruki zbor i orkestar. Napisana je u znak sjećanja na Alessandra Manzonija, talijanskog pjesnika i romanopisca kojega je Verdi izuzetno poštovao. Messa da Requiem je prvi put izvedena u crkvi San Marco u Milanu 22. svibnja 1874., čime je ujedno obilježena i prva godišnjica Manzonijeve smrti. Djelo se zvalo i Manzonijev rekvijem. Obično se ne izvodi kao dio liturgije, nego koncertno: izvedba traje cca. 90 minuta.